# Cobubatha dreptica
Cobubatha dreptica là một loài bướm đêm trong họ Noctuidae.